# Vijfheerenlanden (région)

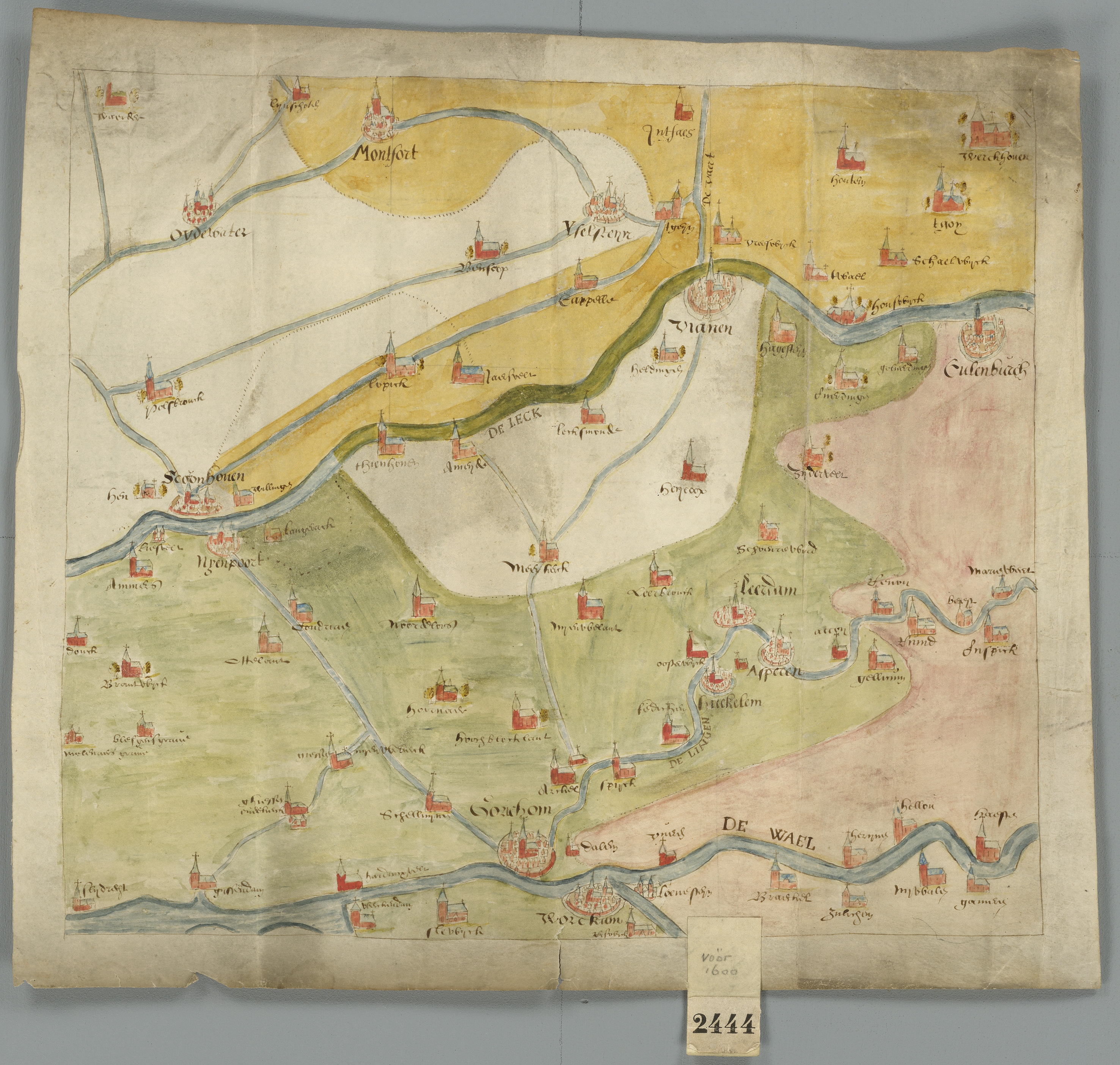
Vijfheerenlanden au XVIe siècle.

Vijfheerenlanden est une région naturelle des Pays-Bas dans la province d'Utrecht. La région de Vijfheerenlanden correspond à peu près à la commune de Vijfheerenlanden.

## Géographie
La région de Vijfheerenlanden est située entre l'Alblasserwaard à l'ouest et le Tielerwaard à l'est.
Les villes principales sont Vianen et Leerdam.
Les frontières de la région sont formées par :
- au nord : le Lek,
- au sud : le Waal,
- à l'ouest : la ligne Ameide - Meerkerk - Arkel,
- à l'est : la ligne Haaften - Rhenoy - Everdingen.

## Histoire
Le nom de la région signifie en français Pays des cinq seigneurs. Elle tire son nom[réf. souhaitée] de cinq seigneurs de la région, qui, en 1284, ont joint leurs forces pour combattre les inondations qui menaçaient cette région depuis le Betuwe, situé à l'est. Les travaux ont commencé par l'augmentation de la digue de Haaften, située complètement à l'est de la région.